# نادي الشباب موسم 2007–08
كان موسم الشباب 2007-2008 هو الموسم الـ 60 لنادي الشباب في تاريخه. أنهى النادي موسمه في المركز الثالث في الدوري السعودي الممتاز. وصل الشباب إلى الدور نصف النهائي من كأس ولي العهد السعودي 2007-2008 وخرج بسبب هدف في مرماه من فيصل العوبلي. في كأس الاتحاد (كأس الأمير فيصل)، وصل النادي إلى الدور نصف النهائي الذي انتهى بالتعادل وخسر ركلات الترجيح 5-4. فاز النادي في كأس الملك للأبطال لعام 2008.

## الدوري السعودي للمُحترفين
| الشباب                  | 1 – 1 | نادي النصر (السعودية) |
| ----------------------- | ----- | --------------------- |
| خوان مانويل مارتنيز 52' |       | عصام المرداسي 14'     |

| نادي الطائي | 0 – 0 | الشباب |
| ----------- | ----- | ------ |
|             |       |        |

| الشباب                  | 1 – 3 | النادي الأهلي (السعودية)             |
| ----------------------- | ----- | ------------------------------------ |
| خوان مانويل مارتنيز 70' |       | أندرسون نونيز 12' خالد بدراه 55' 66' |

| الشباب                               | 2 – 1 | الوحدة            |
| ------------------------------------ | ----- | ----------------- |
| خوان مانويل مارتنيز 5' أحمد عطيف 80' |       | عيسى المحياني 44' |

| نادي نجران        | 1 – 2 | الشباب                          |
| ----------------- | ----- | ------------------------------- |
| عبد الله حيدر 46' |       | عبد الله الشهيل 1' أحمد عطيف 8' |

| الشباب           | 2 – 1 | نادي الحزم                       |
| ---------------- | ----- | -------------------------------- |
| مايكل إنرامو 10' |       | صفوان المولد 19' فهد السبيعي 35' |

| نادي الاتفاق (السعودية) | 0 – 0 | الشباب |
| ----------------------- | ----- | ------ |
|                         |       |        |

| القادسية                        | 2 – 5 | الشباب                                                                                  |
| ------------------------------- | ----- | --------------------------------------------------------------------------------------- |
| يوسف السالم 2' صالح الغوينم 46' |       | ناصر الشمراني 54' ناصر الشمراني 64' ناصر الشمراني 80' مارسيلو كاماتشو 85' عبده عطيف 91' |

| نادي الوطني | 0 – 1 | الشباب            |
| ----------- | ----- | ----------------- |
|             |       | ناصر الشمراني 25' |

| النصر                                             | 2 – 2 | الشباب                             |
| ------------------------------------------------- | ----- | ---------------------------------- |
| سعد الحارثي 32' (رج.) · نادي النصر (السعودية) 66' |       | ناصر الشمراني 30' · ناجي مجرشي 83' |

| الشباب                                                    | 3 – 2 | نادي الاتحاد (السعودية)              |
| --------------------------------------------------------- | ----- | ------------------------------------ |
| عبده عطيف 14' ناصر الشمراني 40' (ركلة.) ناصر الشمراني 79' |       | مانغو ألفاس 48' محمد نور 35' (ركلة.) |

| الشباب                                | 2 – 0 | نادي الطائي |
| ------------------------------------- | ----- | ----------- |
| ناصر الشمراني 56' مارسيلو كاماتشو 76' |       |             |

| النادي الأهلي (السعودية) | 1 – 3 | الشباب                                          |
| ------------------------ | ----- | ----------------------------------------------- |
| ناصر السلمي 5'           |       | ناجي مجرشي 61' ناجي مجرشي 68' ناصر الشمراني 90' |

| نادي الوحدة (السعودية) | 0 – 3 | الشباب                           |
| ---------------------- | ----- | -------------------------------- |
|                        |       | ناصر الشمراني 16' ناجي مجرشي 75' |

| الشباب                                      | 2 – 2 | نادي نجران             |
| ------------------------------------------- | ----- | ---------------------- |
| ناصر الشمراني 46' (ركلة.) ناصر الشمراني 83' |       | ويلسون انطونيو 27' 81' |

| الشباب                             | 2 – 1 | القادسية                |
| ---------------------------------- | ----- | ----------------------- |
| ناجي مجرشي 32' عبد الله الشهيل 71' |       | زيد المولد 81' في مرماه |

| نادي الحزم | 0 – 0 | الشباب |
| ---------- | ----- | ------ |
|            |       |        |

| الشباب                      | 2 – 1 | نادي الاتفاق (السعودية) |
| --------------------------- | ----- | ----------------------- |
| أحمد عطيف 35' عبده عطيف 74' |       | صالح بشير 78'           |

| نادي الاتحاد (السعودية) | 1 – 1 | الشباب          |
| ----------------------- | ----- | --------------- |
| الحسن كيتا 70'          |       | نايف القاضي 75' |

| الشباب                    | 1 – 1 | نادي الهلال (السعودية) |
| ------------------------- | ----- | ---------------------- |
| ناصر الشمراني 58' (ركلة.) |       | سلطان السعود 39'       |

| نادي الهلال (السعودية) | 0 – 0 | الشباب |
| ---------------------- | ----- | ------ |
|                        |       |        |

| الشباب                                                                          | 6 – 0 | نادي الوطني |
| ------------------------------------------------------------------------------- | ----- | ----------- |
| ناصر الشمراني 13' ياسين هيما 33' في مرماه ناصر الشمراني 65' 82' 87' 90' (ركلة.) |       |             |

## كأس ولي العهد السعودي

### دور الـ16
| الشباب                                    | 2 – 0 | ضمك |
| ----------------------------------------- | ----- | --- |
| ناصر الشمراني 40' خوان مانويل مارتنيز 71' |       |     |

### ربع النهائي
| نادي الوطني | 0 – 2 | الشباب                               |
| ----------- | ----- | ------------------------------------ |
|             |       | حسن معاذ 48' خوان مانويل مارتنيز 58' |

### نصف النهائي
| الشباب | 0 – 0 | الهلال |
| ------ | ----- | ------ |
|        |       |        |

| الهلال                    | 1 – 0 | الشباب |
| ------------------------- | ----- | ------ |
| فيصل العبيلي 40' في مرماه |       |        |

## كأس الاتحاد (كأس الأمير فيصل)

### دور المجموعات
| الشباب       | 1 – 0 | نادي الحزم |
| ------------ | ----- | ---------- |
| حسن معاذ 73' |       |            |

| نادي الاتفاق (السعودية) | 0 – 2 | الشباب                     |
| ----------------------- | ----- | -------------------------- |
|                         |       | علي عطيف 81' أحمد كعبي 82' |

| الشباب               | 1 – 0 | نادي نجران       |
| -------------------- | ----- | ---------------- |
| علي عطيف 58' (ركلة.) |       | سلطان المنيف 89' |

| نادي الحزم | 0 – 2 | الشباب                                          |
| ---------- | ----- | ----------------------------------------------- |
|            |       | خوان مانويل مارتنيز 13' عبد العزيز السريعان 81' |

| الشباب                                                                            | 4 – 1 | نادي الهلال (السعودية) |
| --------------------------------------------------------------------------------- | ----- | ---------------------- |
| بشار عبد الله 16' عبد العزيز السريعان 54' مارسيلو كاماتشو 64' مارسيلو كاماتشو 90' |       | مشعل الموري 13'        |

| القادسية         | 2 – 5 | الشباب                                          |
| ---------------- | ----- | ----------------------------------------------- |
| أحمد الطليحي 57' |       | عبد العزيز السريعان 12' (ركلة.) أحمد الكعبي 15' |

| الشباب                   | 3 – 1 | نادي الاتفاق (السعودية) |
| ------------------------ | ----- | ----------------------- |
| فيصل السلطان 32' 55' 59' |       | بدر الخميس 35'          |

| الهلال          | 1 – 1 | الشباب                |
| --------------- | ----- | --------------------- |
| نواف التمياط 9' |       | عبد العزيز اليوسف 87' |

### نصف النهائي
| الشباب                     | 2 – 2 * | نادي النصر (السعودية)          |
| -------------------------- | ------- | ------------------------------ |
| علي عطيف 13' صالح صديق 19' |         | ريان بلال 4' محمد الشرعاني 83' |

- الشباب خسر في البلنتيات 5-4.

## كأس خادم الحرمين الشريفين

### ربع النهائي
| النادي الأهلي (السعودية) | 1 – 6 | الشباب |
| ------------------------ | ----- | --- |
| محمد مساعد 18'           |       | ناصر الشمراني 30' فيصل السلطان 38' ناصر الشمراني 46' (ركلة.) كاماتشو 55' حسن معاذ 66' (ركلة.) خوان مانويل مارتنيز 77' |

| الشباب                                                      | 3 – 1 | النادي الأهلي (السعودية) |
| ----------------------------------------------------------- | ----- | ------------------------ |
| ناصر الشمراني 44' (ركلة.) فيصل السلطان 47' بدر الحقباني 55' |       | عبد الله هوساوي 85'      |

### نصف النهائي
| نادي الحزم                                                         | 4 – 2 | الشباب                              |
| ------------------------------------------------------------------ | ----- | ----------------------------------- |
| سعيد الشون 26' سعود الخيبري 61' سعود الخيبري 75' عبد الله غازي 87' |       | ناصر الشمراني 53' ناصر الشمراني 72' |

| الشباب                                                                                    | 5 – 0 | نادي الحزم |
| ----------------------------------------------------------------------------------------- | ----- | ---------- |
| فيصل السلطان 11' ناصر الشمراني 36' عبده عطيف 37' فيصل السلطان 47' خوان مانويل مارتنيز 87' |       |            |

### النهائي
| نادي الاتحاد (السعودية) | 1 – 3 | الشباب                                            |
| ----------------------- | ----- | ------------------------------------------------- |
| طلال المشعل 89'         |       | ناصر الشمراني 10' عبد الله الشهيل 82' كاماتشو 93' |